# 30 noches de actividad paranormal con el diablo adentro de la chica del dragón tatuado
30 noches de actividad paranormal con el diablo adentro de la chica del dragón tatuado (en inglés, 30 Nights of Paranormal Activity with the Devil Inside the Girl with the Dragon Tattoo) es una película de comedia paródica estadounidense de 2013 dirigida por Craig Moss y protagonizada por Kathryn Fiore, Flip Schultz y Olivia Alexander. La película parodia varias películas y generalmente sigue las tramas de Paranormal Activity y The Devil Inside, con el título también haciendo referencia a 30 Days of Night y The Girl with the Dragon Tattoo.

## Sinopsis
Después de vivir en un hospital psiquiátrico, Dana (Kathryn Fiore) junto con su esposo, Aaron (Flip Schultz) intentan mudarse a su nueva casa donde su padre (French Stewart) asesinó a todo el elenco de The Artist durante su exorcismo. Dana se encuentra lidiando con varios otros que viven en la casa, incluido un espíritu maligno y una hija adolescente (Olivia Alexander) que está enamorada de su vecino Abraham Lincoln (Ben Morrison).

## Recepción
La película fue criticada universalmente tanto por los críticos de cine como por el público. Exclaim! le dio a la película una calificación de dos sobre diez, afirmando que "En algún lugar enterrado debajo de todas las referencias terribles y las faltas de sentido hay tal vez una o dos risas que no se provocaron sin una buena cantidad de vergüenza y culpa".